# Retro vtroёm
Retro vtroёm (Ретро втроём) è un film del 1998 diretto da Pëtr Todorovskij.

## Trama
Il film racconta di una bellissima donna moderna che è trascinata nel passato e inizia a scattare foto in stile retrò e parla molto dell'amore. E improvvisamente ha un problema serio, a seguito del quale si trasforma in pietra focaia.